# ゼロ (KOF)
ゼロ (Zero) は、SNK（SNKプレイモア）の対戦型格闘ゲーム『ザ・キング・オブ・ファイターズ』に登場する架空の人物。
本項ではゼロを名乗る2人の人物について記述する。

## 概要
『ザ・キング・オブ・ファイターズ』（以下『KOF』）のシリーズ第7作目『KOF2000』（以下『2000』と表記）の最終ボスと第8作目『KOF2001』（以下『2001』と表記）の中ボスとして登場している。前者はクローンゼロ（以下「クローン」と表記）、後者はオリジナルゼロ（以下「オリジナル」と表記）と呼ぶことが多い。以下のゼロについての文章は、これに準拠する。

## キャラクター設定

### クローン
『2000』にて最終ボスとして初登場。コードネームは「01（ゼロワン）」。ネスツ上級幹部の一人であり、『2000』の前作『KOF'99』（以下『'99』と表記）でプレイヤーに敗れて世界同時テロ計画に失敗したクリザリッドを始末した張本人でもある。
その地位については、会社組織における部長に例えられている。
ハイデルン傭兵部隊の上級組織の司令官であるリング（ヴァネッサとセスの上官）を殺害して彼に入れ替わり、さらにリングのクローンを用意してハイデルンの元に潜入させ、ハイデルンの動きを封じて機関を掌握する。そして、衛星兵器にして対ネスツ用の兵器であるゼロ・キャノンを奪ってネスツの代わりに自ら新世界の頂点に君臨せんと企む。『KOF』を開催したのは、ゼロ・キャノン入手のほかに格闘家たちが必要で、自分と戦うことで生じる格闘家の力をゼロ・キャノンに転送させるためであった。
最初は自らが殺害したリングに変装してハイデルンの元に潜入していたが、ゼロ・キャノンにエネルギーを送るために優勝者と戦うべく、大会途中に自らの配下であるクローンのリングと入れ替わり、優勝者たちの前に現れる。このときは変装を落としていないようで、浅黒い肌にオールバックの黒髪、口髭を生やしたリングと同じ顔になっている。バトルスーツの色は黒。
プレイヤーとの戦いに敗れた後は、エネルギーを強引にゼロ・キャノンに転送させようとするが、誤作動が起こった。ゼロはフォクシーとダイアナ、さらにハイデルンによって阻まれ、そして、自らゼロ・キャノンに撃たれて死亡する（怒チームのエンディングではウィップに止めを刺される）。クローンのリングもまたハイデルンによって殺害される。ゼロ・キャノンは誤作動のあとに、さらに軌道上の全20機が自爆した。
本作の怒チームのチームストーリーに描かれているのはゼロの死亡後という逆転したものとなっていて、その中では顔に不可解な部分があるとされる遺体として発見されている。韓国チームでクリアした場合は逆さま状態のゼロが地面にめり込んで首から下だけが地上に出るというギャグ漫画調の演出がある。
実は『2001』に登場するオリジナルのクローン人間であることが同作で判明している。同時にクローン自身が始末したクリザリッドが、オリジナルによって救出されていたことも判明。また、『KOF2002』のエンディングではネスツ編のボスキャラクター（クリザリッド、オリジナルゼロ、イグニス）、オリジナルゼロの専属ストライカー（グルガン、龍）、ネスツ、ミスティーの銅像が登場しているが、クローン自身だけは存在していない。
『KOF2002 UNLIMITED MATCH』（以下『2002UM』と表記）にもボスキャラクターの1人として登場し、5ステージでのCPUキャラクター3人目を超必殺技でKOすると次のネスツボスステージで姿を現す。また、ハイデルンやオリジナルゼロ（家庭用のみ）との対戦前の特定演出が用意されている。
自分自身がネスツの裏切り者でありながら、プロフィールの嫌いなものに「裏切り者」を挙げており、この点についてはスタッフより「彼の性格が垣間見える」とコメントされている。
キャラクター造形に関しては、『KOF』シリーズ10周年記念サイトの開発者コメントコーナーで漫画『北斗の拳』のキャラクターをイメージしていたことが語られている。
『THE KING OF FIGHTERS ALLSTAR』では通常のゼロ（クローン）のほか、2020年5月13日より女体化されたプリティー・ゼロ（クローン）が登場。長い黒髪を金色の髪留めでポニーテールに纏め、カイゼル髭をモチーフにした金色の髪飾りを着けた幼い少女で、バトルスーツはハーフパンツにタイツという形にアレンジされている。また、勝利ポーズなどではカイゼル髭型の付け髭を手に持った姿を見せている。

### オリジナル
『2001』にて中ボスとして初登場。コードネームは「00（ゼロゼロ）」。ネスツの最上級幹部で、『2000』に登場したクローンゼロのオリジナル体である。クローンとは違ってネスツに忠実であり、顔も性格も異なっている。また、オールバックの銀髪で口髭は生やしておらず、肌の色も浅黒い点は共通するもののクローンとは多少異なった色で描かれている。バトルスーツの色は紺色。
『2001』の優勝者たちをエアシップに乗せて、「あのお方」（イグニス）に相応しい器であるかを試すために姿を現して戦いを挑んでくる。専用ストライカーとして、ペットであるオスライオンのグルガン、元飛賊の長である龍（ロン）、オリジナル自身が救出した部下のクリザリッドを従えており、戦いで使役する。
主人公チームの内K'、マキシマ、ウィップの3人、そしてネスツチームの4人との対戦前には特定の演出が用意されている。
ハイデルンのことを知っており、怒チームでオリジナルを倒すとハイデルンを「格闘センスは衰えていないようだな」と褒める。オリジナルが怒チームを倒すと、ハイデルンに「力の差は歴然だな」と勝ち誇る。
イグニスによって『KOF』の優勝者たちの力を図るための完全な捨て駒として扱われ、プレイヤーに敗れるとグルガンとクリザリッドとともにエアシップに乗って地上に墜落していく（龍はエアシップから脱出したため、助かっている）。その後の消息は不明だが、小説版では龍以外はK'チームによって倒されている。
『2002UM』にもボスキャラクターの1人として登場し、5ステージでのCPUの3人目をMAX超必殺技でKOすると次のネスツボスステージにて戦うことになる。また、家庭用のみクローンゼロやイグニスとの対戦前の特定演出が用意されており、クローンゼロに対しては「道化」と侮蔑する言葉を口にしている。
『THE KING OF FIGHTERS ALLSTAR』では通常のゼロ（オリジナル）のほか、2020年1月30日より女体化されたプリティー・ゼロ（オリジナル）が登場。象牙色に近い白髪を腰まで伸ばした幼い少女で、デザインについては配色と髪型以外は前述のプリティー・ゼロ（クローン）と共通している。また、ストライカーとして呼び出すグルガンの姿も変化している。

#### グルガン
オリジナルゼロのペットである、青黒い体色と赤い瞳を持つオスライオン。
戦闘前のデモなどに登場する他、ストライカーとして戦闘にも参加する。
プロフィールによればコマンドサンボの使い手であったり、テニスと水泳が得意であるという、およそライオンらしからぬ能力の持ち主だが、ゲーム中では突進および引っ掻き攻撃のみ行う。
なお、『2000』の時点でグルガンの登場案は出ていたもの、採用は見送られた。
『THE KING OF FIGHTERS ALLSTAR』において前述のプリティー・ゼロが連れているグルガンは、メスライオンというよりは巨大な黒猫のような姿にアレンジされ、尻尾の先端が灰色になっている。

## ゲーム上の特徴
どちらのゼロも身に着けているバトルスーツのスカートに付けられている14枚のカッターによる斬り裂き攻撃を主体としており、バトルスーツを思いのままに動く動甲冑として駆使する。通常技（ふっ飛ばし攻撃を除く）や必殺技はほぼ同じだが、格闘スタイルはクローンとオリジナルとでは異なり、オリジナルはイグニスと同じ「音巣対流拳」を使う。なお、クローンはストライカーが使用できず、常に1人で戦うことになる。
しゃがみモーションは存在しないが、ガード方向は使い分ける必要がある。クローンは、しゃがみ状態での通常技は、強パンチを除いて全て下段攻撃になる。オリジナルは、強キック（立ち・しゃがみ問わず）は上段蹴りで相手を遠くへ蹴り飛ばす攻撃で、ダウン回避不可。また、クローンと同様にしゃがみモーションは存在しないが、しゃがみガードを入力すると、相手の攻撃をガードした際にしゃがみガードで防ぐ。『2002UM』では双方ともしゃがみモーションが追加されている。
オリジナルは、画面上ではパワーゲージが表示されないが、ゲージは無限に使えるわけではなく、ガードキャンセルや超必殺技など、ゲージを消費する行動を取るとしっかりと消費する。
オリジナルよりクローンのほうが技が多いが、性能はほぼ同じ。「斬風燕破」を初めとする攻撃判定の強い技を持つが、技後の隙も大きく設定されている。ただし、攻撃力・耐久力ともに優れている。
家庭用では双方とも一定条件で使用可能。クローンは『2000』のDC版ではプラクティスモードのみ、PS2版では対戦モードとプラクティスモード、NEOGEO オンラインコレクション版ではどのモードでも使用が可能（ただし、ストライカー動作は不可）。オリジナルは『2001』のDC版では対戦モードとプラクティスモードとサバイバルモード、PS2版ではパーティーモード以外、NEOGEO オンラインコレクション版ではどのモードでも使用が可能（ただし、PS2版とNEOGEO オンラインコレクション版ではどのモードでもオリジナルゼロを選択した場合は必ず一人で戦い、専用ストライカーも固定）。
双方ともストライカー動作があったが、没データにより使用されなかった。

## 技の解説

### 通常投げ
邪骸喰刹
相手の胸倉を掴んで持ち上げてから、後方の地面に叩き付ける。投げ抜けもダウン回避も不可だが、『2002UM』のクローンのみダウン回避が可能。

### 特殊技
幻魔刻衝
クローンとオリジナル共通の技。その場で片腕を勢いよく打ち下ろす。技モーションは上記の投げ技「邪骸喰刹」と同じである。地上で食らった相手はうつ伏せダウンして、空中で食らった相手は叩き付けダウンする。通常技からキャンセルで出すと、必殺技によるキャンセルがかかるようになるのでダウンは奪えない。しゃがみガードができず、ダウン回避もできない。
オリジナルのものはコマンドが特殊で、正確に入力しないと「ストライカー・クリザリッド」が暴発する。『2002UM』ではストライカーが必殺技になったため、クローンと同じコマンドに変更されている。
ストライカー（オリジナルのみ）
あくまで特殊技という扱いのため、コマンドを入力すればいつでも呼び出すことができる。使用回数も制限は無く、何度でも呼び出し可能。3種を順次に呼び出すこともできる。なお、『2001』のPS2版では通常キャラクターを選択した場合、通常のストライカーとして使用可能である。
『2002UM』では必殺技に昇格。こちらはストライカーの動作が速められている代わり、無敵時間が無くなりゼロ本体に長い硬直が追加されたため、連続で3種を呼び出すことはできなくなった。
グルガン
オリジナルが戦闘中に呼び出すストライカーの1匹。斜め上から急降下し、爪で切り裂く。切り裂かれた相手は高く吹き飛び、追撃が可能。お互いに画面端にいるほどでなければグルガンの攻撃は相手に届く。攻撃後、グルガンは1度咆えて画面から飛び去る。
龍
前作『2000』の紅丸チームのエンディングで初登場した元飛賊の長で、オリジナルが戦闘中に呼び出すストライカーの1人。相手のいる場所より1キャラクター分移動した所に姿を現し、両手で突きを放つ。その後、龍は骸骨の姿になって笑い声を残しつつ画面から消える。この攻撃はクリティカルワイヤーで、食らうとワイヤーダメージ（画面端まで吹き飛んでからはね返る）となり、ガードした相手を必ずガードクラッシュに陥らせる。しかし『2002UM』ではカウンターヒットしないとワイヤーダメージは発生しなくなった。CPUオリジナルゼロは龍を呼び出した直後に超必殺技「白羅滅精」を出してくることが多い。
クリザリッド
前々作『'99』の最終ボスで、オリジナルが戦闘中に呼び出すストライカーの1人。画面端からオリジナルのいる場所と同じ場所に現れ、しゃがみ込んだ後に足を振り回して竜巻を発生させる必殺技「テュホン・レイジ」で攻撃する。「テュホンレイジ」は3ヒットし、相手は食らい判定を残しながら垂直に浮き上がってダウンする。浮いている間に追撃が可能。
『2002UM』では動作が速くなった。

### 必殺技
斬風燕破・叛鏡
身に纏うスカートを、前方（斜め上）に振り上げる。攻撃は複数ヒットし、最後までガードした相手を必ずガードクラッシュに陥らせる。食らった相手は鮮血を吹き出し、体が反転して錐揉み回転しながらダウンする。「斬風燕破」各種は、技後に一定の硬直が生じる。また、技が決まればダウン回避はできないが、地上で相手の攻撃と相打ちになった場合、相手はのけぞるのみ。
斬風燕破・殺魔
身に纏うスカートを、上方へ振り上げる。攻撃判定が出ている間は全身無敵。また、スカートで飛び道具をはね返すことも可能で、「覇王翔吼拳」を初めとする超必殺技の飛び道具をもはね返す。
斬風燕破・凰牙
スカートを振り上げながら跳び上がり、円を描くように体を大きく回転させて前方へ突進する。
オリジナルの場合、後述の「翔覇」の代わりとして弱と強では跳び上がる高さが異なるようになっている。
斬風燕破・翔覇（クローンのみ）
スカートを振り上げつつ、体を大きく回転させながら斜め上に高く跳び上がる。動作自体は「凰牙」とほぼ同様だが、着地の仕方が僅かに異なり、足を揃えて画面に背を向けた状態で着地してから振り返る動作となる。
対空迎撃技として抜群の性能を誇るが、外れたり、ガードされたときの隙は非常に大きい。「殺魔」「凰牙」「翔覇」は、出際に無敵時間がある。
魔舞紅躁（クローンのみ）
残像を付けながら低い姿勢で屈む。相手に触れると背後を向いてオーラを発し、ダメージを与えて吹き飛ばす投げ技属性の技。相手は錐揉み回転しながら吹き飛びダウンする。屈みきる少し前までゼロ本体は無敵状態であり、相手を捕えなかった場合は立ち上がってから振り向き、一定時間硬直する。
疾火煌陣（クローンのみ）
自分の足元から前方へ紫色の影を伸ばして相手を捕えると、ゼロが一瞬で相手の目の前に移動してから、立ち強パンチ1発と強キック3発による計4発の連続攻撃を叩き込んで吹き飛ばす。『2000』では攻撃判定があるのは影の先端のみであり、ある程度間合いを離して出さないと技は無効に終わることが多かったが、『2002UM』では攻撃判定が広くなった。影が消えるまでは、ゼロ本体は無敵状態であり、影が消えてからは一定時間硬直する。

### 超必殺技
獄鎖斬陣
「斬風燕破・殺魔」から「凰牙」を続けて出す。「斬風燕破」と同様に出際に無敵時間があり、ガードした相手をガードクラッシュさせる。
クローンは「殺魔」から「凰牙」を2回繰り出して「翔覇」を叩き込む。オリジナルは「殺魔」から小さく宙に浮かびつつ「凰牙」を2回繰り出し、強の「凰牙」を決める。
密着状態で決めると、クローンは30ヒット、オリジナルは31ヒットする。また、クリーンヒット時は体力の半分以上を減らすほどの威力となり、特にオリジナルの場合はイグニスの「ブルータル ゴッド プロジェクト」に匹敵する。ただし技後の硬直時間は長く、ガードすればゼロに対する反撃が間に合う。また、（ガードキャンセル）緊急回避で背後を取られるとゼロ本体は隙だらけとなる。
白羅滅精
クローンはその場に屈んで地面に片手を突き立て、オリジナルは直立姿勢で片手を握ると、背景が暗転し、空間にブラックホールができる。そして、左右から黒い巨大な球が弧を描いていく。画面全体攻撃であり、どこにいても回避はできない。コマンド完成直後から攻撃判定が消滅するまで、ゼロ本体は無敵状態に包まれる（この技を発動したときに飛び道具が画面内にあると、球に向かって吸い込まれるように消えていく）。ヒット数は通常は8だが、ゼロ本体と中央の球に挟まれるように食らうと倍の16になる。また、この技がカウンターヒットすると通常時の半分以上のダメージとなる。技後の隙はオリジナルの方が少ない。
『2002UM』ではヒット数の少ない通常版が追加され、上述の性能はMAX版に変更されているが両方ともに威力が下がっている。また同作のクローンのみ「どこでも判定」になっており、ダウン中でもヒットする。
暗琉天破
『2002UM』におけるクローンのMAX2。「魔舞紅躁」と同様のオーラが当たると、「白羅滅精」で相手を飲み込み、暗闇の中で無数の攻撃を浴びせるコマンド投げ。
投げ間合いが2キャラクター分ほどもあり、空振りしても隙は少ない。
極星冥界陣
『2002UM』におけるオリジナルのMAX2。立ち強パンチが相手に当たると、龍が相手の肉体と魂を分離させ、ゼロが本体を暗闇に隠す。その後にストライカー3人が暗闇の中で魂に連続攻撃を加える。攻撃が終わると撤退し、ゼロが魂を本体に戻すと相手がダメージを受ける。
始動技の強パンチはリーチこそ短いものの「どこでも判定」のため、相手がいかなる状態でも決められる。また動作中は完全無敵状態。

## 担当声優
- クローンゼロ
  - ふとがね金太（『2000』『2002UM』）
  - 斉藤次郎（アプリ『THE KING OF FIGHTERS ALLSTAR』[10]）
  - 奥野香耶（アプリ『THE KING OF FIGHTERS ALLSTAR』：プリティー・ゼロ[11]）
- オリジナルゼロ
  - 新居利光（『2001』『2002UM』）
  - 楠大典（アプリ『THE KING OF FIGHTERS ALLSTAR』）
  - 奥野香耶（アプリ『THE KING OF FIGHTERS ALLSTAR』：プリティー・ゼロ[12]）